# Vågn op!
|  | Denne artikel er oprettet af botten Steenthbot ud fra en ekstern database. Den kan derfor have sproglige fejl eller mangler. Denne skabelon kan fjernes efter kontrol af indholdet. |

Vågn op! er en dansk kortfilm fra 1992 instrueret af Peder Pedersen.

## Medvirkende
- Lasse Sørensen, Knægten (Jesus)
- Gina Renosto, Maria
- Flemming Nielsen, Stedfaderen
- Gerdt Juhl, Jon
- Klaus Birkebæk, Den gamle
- Jytte Svensen, Barbra
- Jens Sørensen, Woodpecker
- Claus Krogsholt, Belushi
- Henrik Rytter, Georg
- Tommy Prang Vonsyld, Blow-job
- Morten Mølhede, Popeye